# Arthur Burrows
Arthur Burrows (4 tháng 12 năm 1919 – tháng 3 năm 2005) ở Stockport, Anh, là một cựu cầu thủ bóng đá người Anh thi đấu ở vị trí wing half ở Football League.